# シムリー高校
シムリー高校 (英語: Simley High School) は、米国ミネソタ州インバー・グローブ・ハイツにある公立高校。
学校は1961年に開校し、初代卒業生の人数は19人だった。
現在9年生から12年生まで約1200人の生徒が通っている。
現在の校長はジェラルド・サカラ (Gerald Sakala) である。
この学校は、独立学区199（インバーグローブスクール）のメンバーであり、ミネソタ州立高校リーグ（MSHSL）のメンバーである。学校はメトロイーストカンファレンスのメンバーである。過去5年間、シムリー高校は、ワシントンポスト紙により、アメリカのトップ高校の1つとして認められている。
現在、シムリー高校は、9年生から12年生までの約1,200人の生徒を抱える総合的な中学校である。学校には75人以上の先生がいる。